# خليج ميكاوا

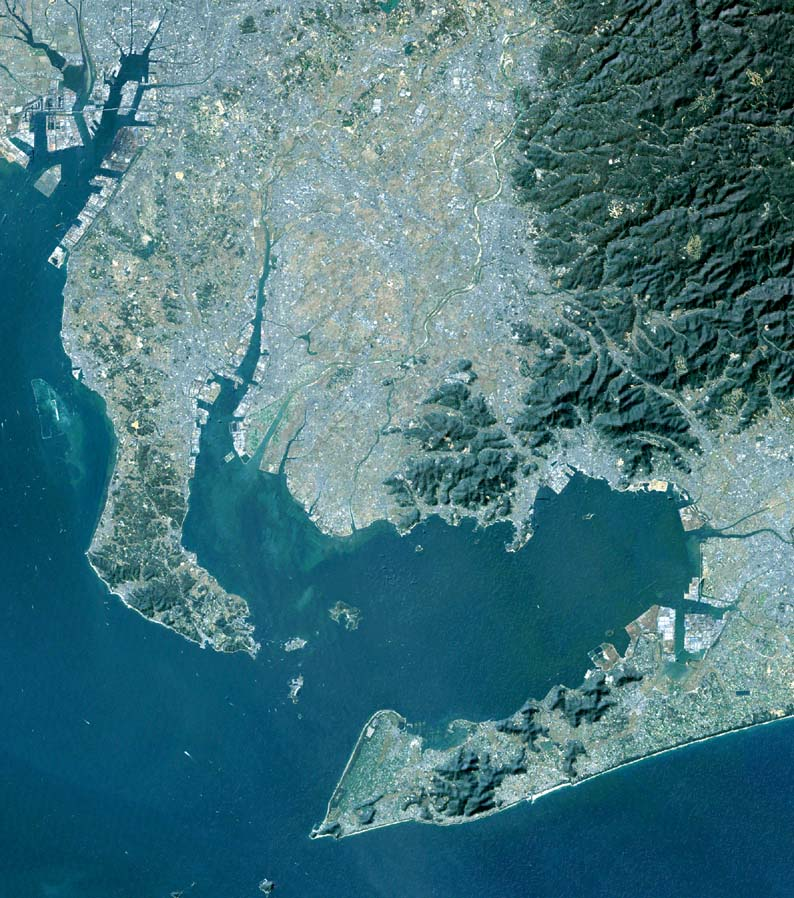
خليج ميكاوا (صورة بالقمر الصناعي)

خليج ميكاوا (باليابانية: 三河湾) هو خليج يقع في جنوب محافظة آيتشي، اليابان. ويحيطه شبه جزيرة تشيتا من الغرب و شبه الجزيرة اتسومي من الشرق والجنوب. مساحته تبلغ تقريباص 604 كيلومتر مربع. وأصبح التلوث في المياه الضحلة المغلقة للخليج مصدر قلق في السنوات الأخيرة.

## الجزر
- شينو
- هيماكا
- ساكو
- تاكي
- كاجي
- بوتسو
- جزيرة ميكاوا الكبرى
- جزيرة ميكاوا الصغرى